# Poblenou del Delta

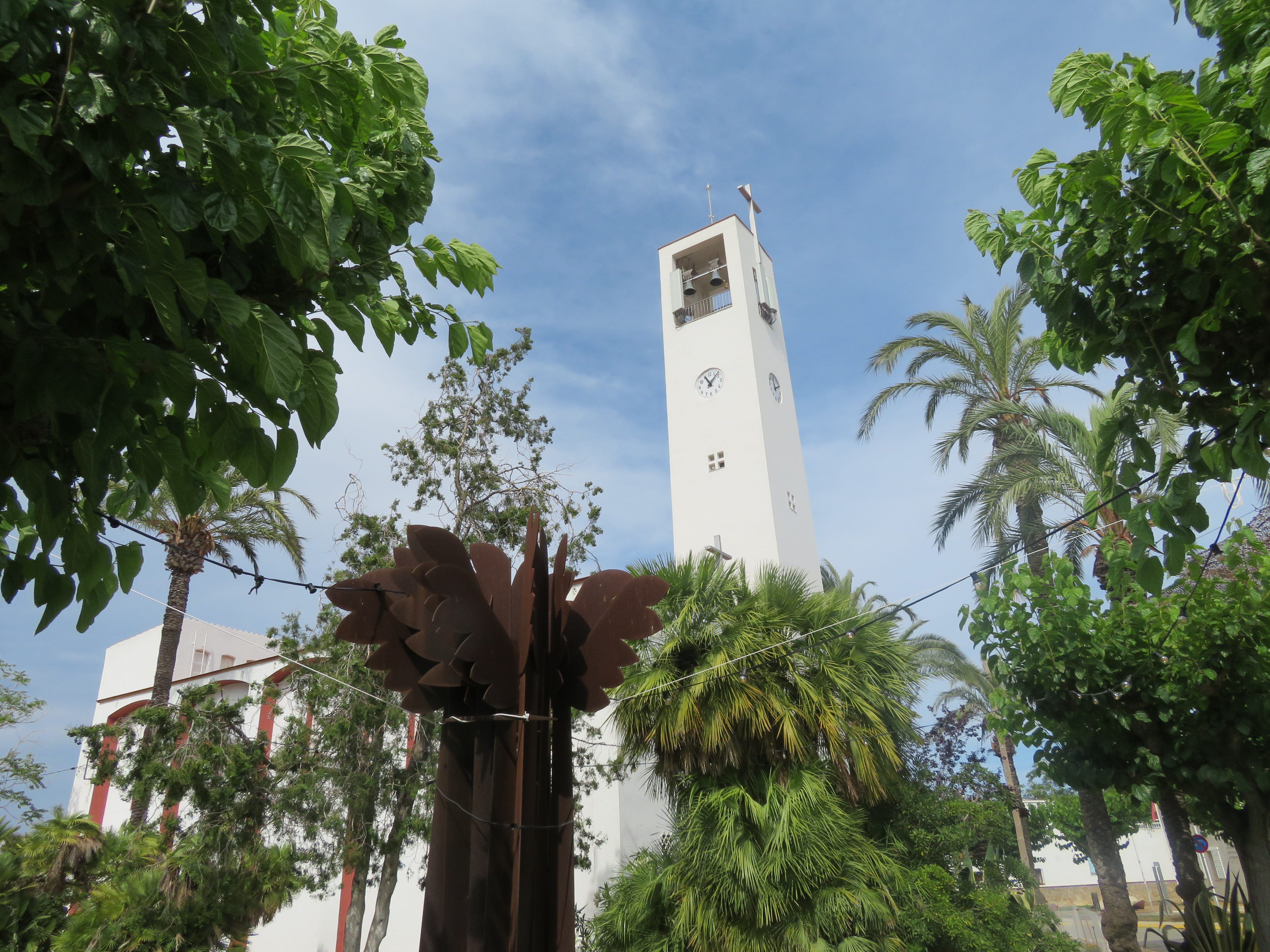
Poblenou del Delta.

Poblenou del Delta o Poble Nou del Delta es una localidad perteneciente al municipio de Amposta, comarca del Montsiá, provincia de Tarragona, en Cataluña, España. Presenta el estatus legal de pedanía y se encuentra como tal representado por un alcalde pedáneo. En 2024 contaba con 188 habitantes.
Fue proyectado por el organismo Instituto Nacional de Colonización, diseñado por el arquitecto José Borobio entre 1954 y 1956 e inaugurado en 1957 con el nombre de Villafranco del Delta, nombre que fue cambiado por el actual en 2003.

## Historia
Las referencias más antiguas a la zona se remontan al siglo XVI, cuando ya se habla de la pesca en la zona, el aprovechamiento de la sosa y el pastoreo del ganado bajado desde las montañas a hibernar. En la propia zona donde se asienta la pedanía se tienen además noticias de la recolección de la sal y la pesca, desarrolladas todas ellas durante los siglos XVI y XVII.
Ya en el siglo XIX, la Comandancia de Marina autoriza, mediante una cesión temporal, el establecimiento de pequeñas extensiones en la zona marítimo-terrestre comprendida entre la Ràpita y la laguna de l'Encanyissada. De esta manera, la ampliación de tierras cultivables por parte de los colonos era constante. Era una zona donde podían encontrarse montañas de arena, pequeños fosos o galatxos (tipo de canal erosionado por el mar al subir y bajar). El trabajo de allanamiento del terreno necesario para su cultivo hizo que, durante todo el tiempo necesario, aumentara el número de familias de la zona, inicialmente dispersas en barracas construidas por ellas mismas en sus propios terrenos. 
El pueblo fue creado con el objetivo de que fuera residencia para los agricultores que trabajaban en los arrozales de la zona. En 1952 se iniciaron las instalaciones de alcantarillado y caminos, así como de los edificios que habían de estar listos en 1957. Una vez saneada aquella zona fue distribuida entre 96 familias de colonos y el pueblo fue bautizado con el nombre de Villafranco del Delta. La Generalidad de Cataluña, en el año 2003, cambió por el de Poble Nou del Delta en aplicación de la ley de memoria histórica. 
La evolución de la agricultura ha cambiado la economía del pueblo, que actualmente se dedica mayoritariamente al turismo natural relacionado con el parque natural del Delta del Ebro.

## Enlaces externos

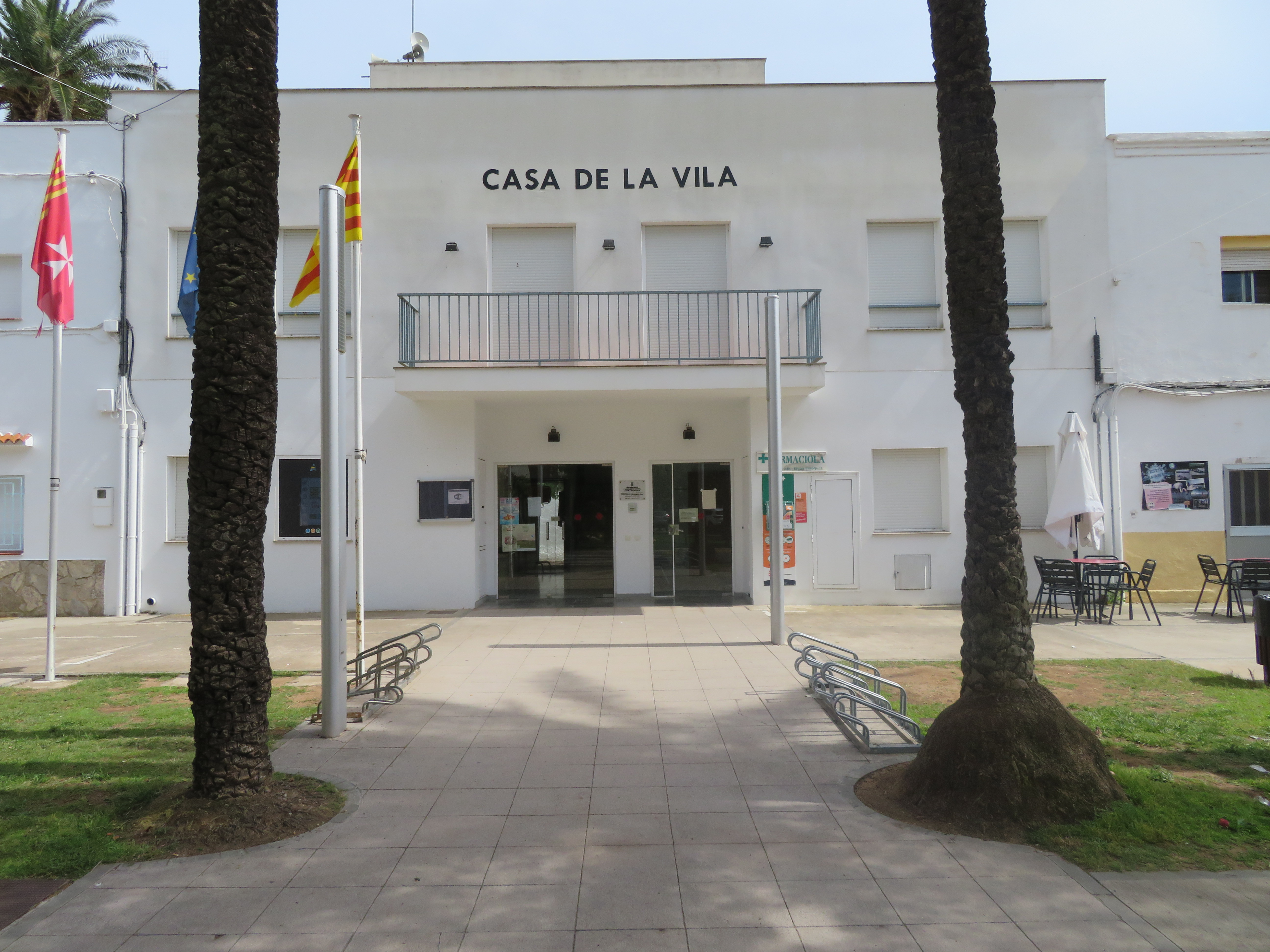
El Poble Nou del Delta (Amposta, Tarragona).

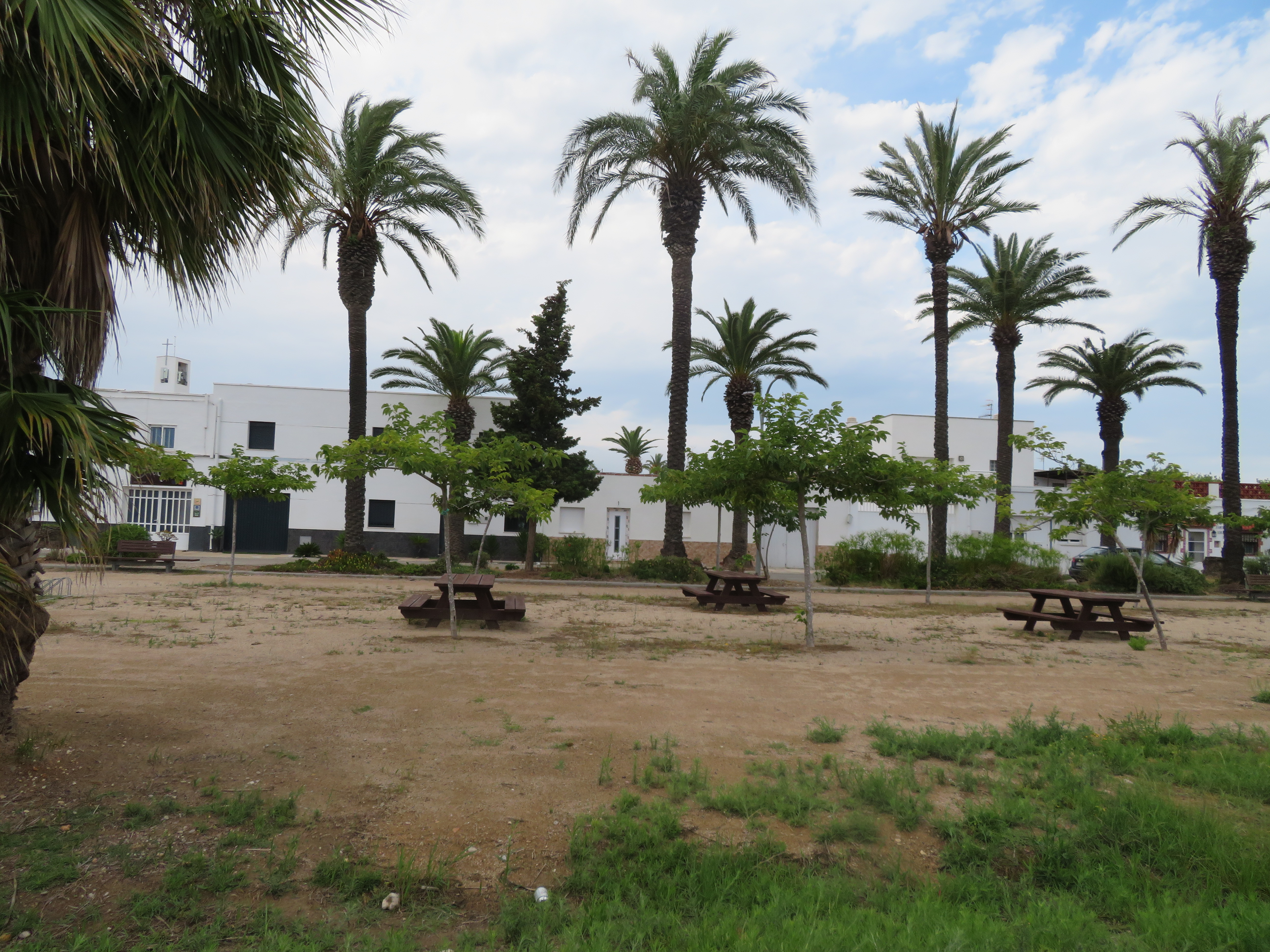
El Poble Nou del Delta del Ebre (Amposta, Tarragona).